# Christmas Variations
Christmas Variations is een muziekalbum van Rick Wakeman. Hij wilde een Kerstalbum afleveren en moest daarom midden in de zomer van 2000 deze melodietjes opnemen. Plaats van handeling was zijn privé-geluidsstudio Bajonor Studio op Man. Aangezien hijzelf geen geld had om het album te promoten, verkocht het slecht, zelfs in Kersttijd. Origineel stonden er volgens Wakeman nog drie liederen op het programma, maar de desbetreffende uitgeverijen wilden die niet vrijgeven.

## Tracklist
| Nr. | Titel                                       | Duur |
| --- | ------------------------------------------- | ---- |
| 1.  | Silent Night                                | 4:35 |
| 2.  | Hark The Herald Angels Sing                 | 6:19 |
| 3.  | Christians Awake, Salute The Happy Morn     | 7:02 |
| 4.  | Away in a Manger                            | 5:28 |
| 5.  | While Shepherds Watch Their Flocks By Night | 5:33 |
| 6.  | O Little Town of Bethlehem                  | 6:06 |
| 7.  | Once In Royal David's City                  | 4:58 |
| 8.  | O Come All Ye Faithful                      | 5:16 |
| 9.  | Angels From The Realms of Glory             | 4:27 |